# 一階偏微分方程式
数学において、一階偏微分方程式（いっかいへんびぶんほうていしき、英: first-order partial differential equations）とは、一般の n 個の変数の未知函数の高々一階の導函数のみが含まれる偏微分方程式のことを言う。次の形で表される。
{\displaystyle F(x_{1},\ldots ,x_{n},u,u_{x_{1}},\ldots u_{x_{n}})=0.\,}
このような方程式は、双曲型偏微分方程式に対する特性曲面の構成や、変分法、いくつかの幾何学的問題、解が特性曲線法で求められる気体の挙動のシンプルなモデルなどに現れる。単一の一階偏微分方程式の解の族が見つけられれば、その族について解の包絡線を構成することで他の解を得ることが出来ることもある。それと関連して、常微分方程式の族を積分することによって一般解が得られることもある。

## 波動方程式に対する特性曲面
波動方程式に対する特性曲面は、次の方程式の解の等位面で得られる。
{\displaystyle u_{t}^{2}=c^{2}\left(u_{x}^{2}+u_{y}^{2}+u_{z}^{2}\right).\,}
一般性をあまり失うことなく、{\displaystyle u_{t}=1} とすることも出来る。この場合、u は次を満たす。
{\displaystyle u_{x}^{2}+u_{y}^{2}+u_{z}^{2}={\frac {1}{c^{2}}}.\,}
次のベクトルの記法を導入する。
{\displaystyle {\vec {x}}=(x,y,z)\quad {\hbox{and}}\quad {\vec {p}}=(u_{x},u_{y},u_{z}).\,}
等位面を平面とする解の族は、次で与えられる。
{\displaystyle u({\vec {x}})={\vec {p}}\cdot ({\vec {x}}-{\vec {x_{0}}}),\,}
ここで
{\displaystyle |{\vec {p}}\,|={\frac {1}{c}}}
であり、
{\displaystyle {\vec {x_{0}}}\,}
は任意である。x と x0 が固定されるとき、これらの解の包絡線は、半径 1/c の球面上で u の値が定常となるようなある点を見つけることで得られる。このような状況は {\displaystyle {\vec {p}}} が {\displaystyle {\vec {x}}-{\vec {x_{0}}}} に平行であるときに真となる。したがって、包絡線は次の方程式を含む。
{\displaystyle u({\vec {x}})=\pm {\frac {1}{c}}|{\vec {x}}-{\vec {x_{0}}}\,|.}
これらの解は、半径が速度 c で拡大あるいは縮小するような球面に対応する。これらは空間-時間に関する光錐（light cone）である。
この方程式に対する初期値問題は、t=0 に対して u=0 であるような等位面 S を明らかにする。その解は、中心を S 上に持ち速度 c で成長する半径を持つすべての球の包絡線を取ることによって得られる。この包絡線は、次の条件の下で得られる。
{\displaystyle {\frac {1}{c}}|{\vec {x}}-{\vec {x_{0}}}\,|\quad {\hbox{is stationary for}}\quad {\vec {x_{0}}}\in S.\,}
この条件は、{\displaystyle |{\vec {x}}-{\vec {x_{0}}}\,|} が S と垂直に交わるときに成立する。したがって、この包絡線は S の各法線に沿った速度 c の動きと対応する。これがホイヘンスの波面の構成（Huygens' construction of wave fronts）である。S 上の各点は時間 t=0 において球面波を発し、のちの時間 t における波面はそれらの球面波の包絡線である。S の法線は光線（light ray）である。

## 二次元の理論
二次元空間の場合は比較的議論は簡単になるが、主要なアイデアはより高い次元に対しても一般化される。このとき、一般の一階偏微分方程式は次の形状で表される。
{\displaystyle F(x,y,u,p,q)=0,\,}
ここで
{\displaystyle p=u_{x},\quad q=u_{y}\,}
である。この方程式の完全積分（complete integral）とは、二つのパラメータ a と b に依存する解 φ(x,y,u) である（n 次元の場合には n 個のパラメータが必要となる）。このような解の包絡線は、任意の函数 w を選んで b=w(a) とし、次の全微分が成立するように A(x,y,u) を決定することで得られる。
{\displaystyle {\frac {d\varphi }{da}}=\varphi _{a}(x,y,u,A,w(A))+w'(A)\varphi _{b}(x,y,u,A,w(A))=0.\,}
この場合、次の解 {\displaystyle u_{w}} も得られる。
{\displaystyle u_{w}=\phi (x,y,u,A,w(A))\,}
函数 w の選び方によって PDE の解が得られる。同様の手順で、波動方程式に対する特性曲面としての光錐を構成することが出来る。
完全積分が利用できない場合でも、連立常微分方程式を解くことによって解が得られる場合もある。そのような連立方程式を得るために、はじめに PDE は各点で錐（光錐と類似のもの）を決定することに注意されたい。PDE が u の導函数について線型（準線型）であるなら、錐は直線に退化される。一般の場合、方程式を満たすペア (p,q) は与えられた点での平面の族を決定する。すなわち
{\displaystyle u-u_{0}=p(x-x_{0})+q(y-y_{0}),\,}
ここで
{\displaystyle F(x_{0},y_{0},u_{0},p,q)=0\,}
である。これらの平面の包絡線は錐であるか、あるいは PDE が準線型の場合は直線である。包絡線に対する条件は
{\displaystyle F_{p}\,dp+F_{q}\,dq=0\,}
である。ここで F は {\displaystyle (x_{0},y_{0},u_{0},p,q)} で評価され、dp と dq は F=0 を満たす p と q の増分である。したがって、錐の生成素は次の方向を持つ直線である。
{\displaystyle dx:dy:du=F_{p}:F_{q}:(pF_{p}+qF_{q}).\,}
この方向は、波動方程式に対する光線に対応する。この方向に沿って微分方程式を積分するために、p と q に対する増分はこの直線に沿ったものである必要がある。これは、PDE を微分することによって次のように得られる。
{\displaystyle F_{x}+F_{u}p+F_{p}p_{x}+F_{q}p_{y}=0,\,}
{\displaystyle F_{y}+F_{u}q+F_{p}q_{x}+F_{q}q_{y}=0,\,}
したがって {\displaystyle (x,y,u,p,q)} 空間における直線の方向は、
{\displaystyle dx:dy:du:dp:dq=F_{p}:F_{q}:(pF_{p}+qF_{q}):(-F_{x}-F_{u}p):(-F_{y}-F_{u}q)\,}
である。これらの方程式の積分は、各点 {\displaystyle (x_{0},y_{0},u_{0})} でのコノイドを導く。すると PDE の一般解は、そのようなコノイドの包絡線によって得られる。